# Uckermark (regione)

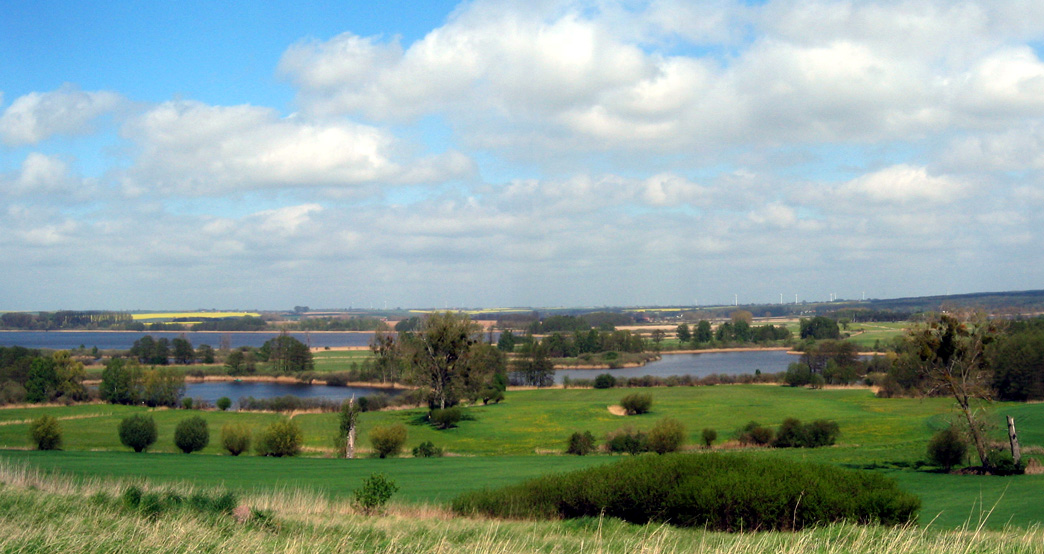
Vista su Uckerseen. Fünf-Seen-Blick

La Uckermark è una regione storica della Germania settentrionale. Gran parte dell'Uckermark si trova nel Land del Brandeburgo, mentre la città di Strasburg (Uckermark) appartiene al Land Meclemburgo-Pomerania Anteriore. 
Il momento della nascita dell'Uckermark è considerato il trattato di Landin del 1250, che tuttavia segna solo il passaggio del dominio sull'intero Uckerland dal ducato di Pomerania al Margraviato del Brandeburgo, che già dal 1230 aveva occupato la parte dell'Uckermark a sud della Welse. L'unione di questi due territori (terra ukera) venne denominato a partire dal tardo Medioevo come "Uckerland".

## Geografia
La zona collinosa di origine glaciale morenica è attraversata da una catena di laghi, la maggior parte dei quali sono il risultato dello scioglimento dei ghiacciai dell'ultima glaciazione di 15.000 anni fa. La eccezionale ricchezza di laghi è una particolare caratteristica del paesaggio neomorenico del nord-est del Brandeburgo. Solo nella riserva della biosfera di Schorfheide-Chorin si trovano oltre 250 laghi. I molti massi erratici rimasti sono una prova dei ghiacciai scandinavi.
L'Uckermark è delimitato vagamente a nord (nord della città di Prenzlau), a nord-est dal fiume Randow, ad est dal fiume Oder, a sud-est il confine include la città di Angermünde e a nord segue la foresta di Schorfheide, circonda la città di Templin correndo fino a Fürstenberg/Havel e di qui in avanti in direzione nord fino alla città di Strasburg (Uckermark).

## Denominazione
Il nome deriva da Land e da Ucker(terra ukera, provincia Vcra, ukerlant), dalla radice slava di Ucraina trasferita nel nome del fiume. Gli Ucraini abitarono l'odierno Uckermark tra il VII ed il XII secolo, cui ci si riferiva fino ad allora come terra ukera. Fu solo dal tardo Medioevo che venne chiamato "Marca dell'Ucker" (la più antica testimonianza scritta risale al 1486: vker Marckh), quando già da tempo aveva perso la sua caratteristica di terra di confine (Pace di Wittstock del 12 aprile 1442).

## Terra di confine
L'Uckermark come terra ad ovest dell'Oder si caratterizzò storicamente quale zona di transito fra il Brandeburgo e la Pomerania, e quindi terra di confine.
Nel VII secolo in essa si insediarono popolazioni della stirpe degli slavi occidentali, che quivi praticavano l'agricoltura, l'allevamento di bovini e l'apicoltura. 

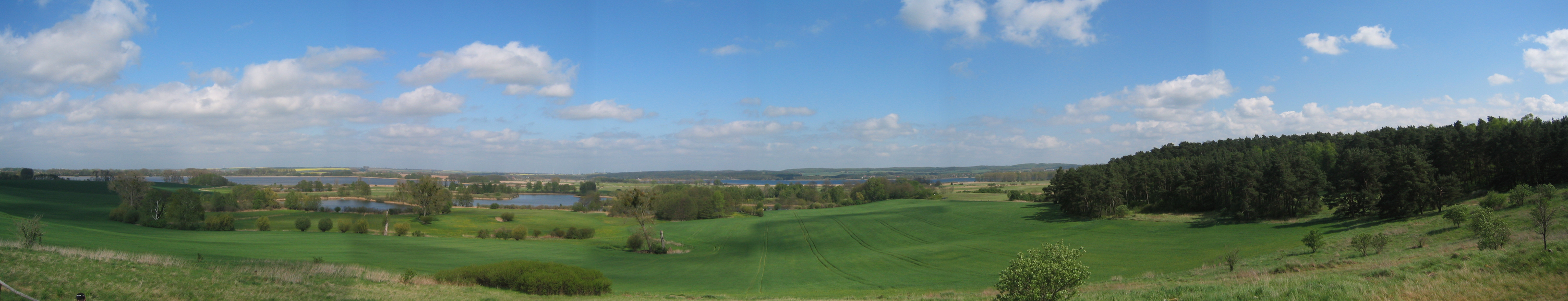
Vista sull'Uckertal

## Storia
I primi ritrovamenti umani nell'Uckermark a Criewen e Groß Fredenwalde furono classificati come risalenti al Mesolitico. In un vigneto vicino a Groß Fredenwalde, è stato trovato quello che è probabilmente il più antico cimitero della Germania: ha un "età" di circa 7000 anni. L'Uckermark fu anche densamente popolato nelle epoche successive del Neolitico e dell'Età del Bronzo e del Ferro.
Nel corso della migrazione dei popoli, i Suebi, una sotto-tribù elba-germanica, lasciarono la loro patria spostandosi verso l'Alto Reno e la Svevia dal V secolo in poi, ad eccezione di pochi gruppi rimasti. Nel successivo periodo slavo c'erano già numerosi insediamenti nell'Uckerland. Questi erano per lo più situati su rotte commerciali strategicamente importanti. Fondamentalmente, viene fatta una distinzione tra insediamenti slavi primitivi e medi (dal VII all'VIII secolo) e tardo slavi (dal IX al X secolo). Nel complesso, a causa della mancanza di risultati di scavo, è difficile provare la continuità di insediamento dei singoli siti di insediamento. L'insediamento dal VII al X secolo è stato dimostrato nelle zone di Drense e Groß Fredenwalde. Le prove archeologiche di insediamenti a Fergitz sull'Oberuckersee sono solo per il tardo periodo slavo. Groß Fredenwalde è un caso particolare. A causa del profilo geografico dell'area locale (corso d'acqua navigabile fino all'Alto Medioevo) si può presumere che Groß Fredenwalde potrebbe essere il baluardo slavo più meridionale conosciuto nella regione tedesca del Mar Baltico.
Secondo le fonti scritte l'Uckerland fu, dal momento del suo scambio, fortemente contesa fra i duchi di Pomerania ed i Margravi del Brandeburgo. Nel 1147 Alberto I di Brandeburgo, nel corso della Crociata dei Venedi avanzò fino a Stettino, poiché egli cercava l'accesso al "mercato internazionale" del Mar Baltico con le relative possibilità di guadagno nel commercio con gli stati esteri. Viceversa i duchi di Pomerania si erano spinti fino alle piane di Barnim e di Teltow, ai quali non rinunciarono fino al momento di un trattato del 1230.
La terra ukera, territorio residenziale degli ucraini sull'Ucker, divenne dopo il 1148, come conseguenza della Crociata dei Wenedi, dominio dei cristiani duchi di Pomerania, che si erano impegnati per le missioni di cristianizzazione dei pagani ucraini. Il convento di nuova costruzione a Stolpe an der Peene e quello di Grobe sull'isola di Usedom furono attivi nell'Uckerland, dov'è documentata la presenza di chiese in provincia Vcra dal 1168.
L'Uckerland ebbe infine negli anni 1177/78 un proprio convento a Gramzow.
Di particolare importanza era la via dei commerci che attraverso Prenzlau conduceva da Magdeburgo a Stettino. A causa della sua fioritura economica l'Uckerland divenne noto oltre i confini della regione cosicché esso viene citato nel primo decennio del XIII secolo dal poeta e cavaliere medievale Wolfram von Eschenbach nel suo Parzival come Ukerlant ed allo stesso modo l' Ukersee.
Il centro dell'Uckerland, Prenzlau, viene citato per la prima volta nel 1187. L'anno successivo viene descritto come località con mercato e osteria (castrum cum foro et taberna). In tale località vi sono anche una chiesa ed una delle tre Zecche della Pomerania (con Stettino e Demmin). Prenzlau si mostra nel 1188 come un importante luogo di commercio per prodotti stranieri, luogo dotato di una funzione centralizzata, che nel 1234 fu proclamata dal duca Barnim I "città libera" (civitas libera) secondo il diritto germanico.
A questo primato fondato sotto i duchi di Pomerania ha permesso a Prenzlau di non perdere mai la sua appartenenza al gruppo di città principali del Brandeburgo (con Berlino/Cölln, Brandeburgo, Francoforte e Stendal)
Il significato dell'Uckerland per i duchi di Pomerania si mostra anche nel campo della sicurezza militare, per esempio con la erezione del Grützpott, una roccaforte nei pressi di Stolpe che la città di Oderberg eresse contro la minaccia degli ascanidi.
Nel 1230 i margravi del Brandeburgo acquisirono prima la parte sud della regione fino alla Welse comprandola dal duca di Pomerania Barnim I e con il trattato di Landin del 1250 la parte settentrionale rimanente. Il trattato di Landin segna ufficialmente la nascita della regione dell'Uckerland come tale. La precedentemente acquisita parte meridionale fra Finow e la Welse (all'incirca la linea Chorin – Angermünde - Oderberg) era ascritta ancora nel Libro di Carli IV del 1375 a Barnim. L'Uckerland riunita fu indicata con il suo nome solo nel tardo Medioevo.
Al momento del trattato di Landin del 1250 la città di Prenzlau disponeva già di quattro chiese (Santa Maria, San Nicola, San Giacomo e Santa Sabina) e di un convento.
Il trattato di Landin fu parte strategica dell'espansione tedesca alto-medievale verso est e verso nord sotto la comune conduzione degli ascanidi Giovanni I ed Ottone III del Brandeburgo; i loro successori si sforzarono anch'essi con successo di rafforzare la loro signoria sulle terre della Pomerania (1198/99 e 1231). Per parecchi anni tuttavia l'Uckermark rimase il pomo della discordia fra Pomerania, Meclemburgo e Brandeburgo. Solo dopo la pace di Wittstock (1442) l'Uckermark passò definitivamente al Brandeburgo. La regione storica dell'Uckerland non coincide del tutto con l'attuale omonimo circondario, altrettanto poco come l'attuale circondario del Barnim.

## Località importanti
Importanti località sono la capitale Prenzlau, la città più grande Schwedt/Oder e le ex capitali Angermünde e Templin. Il Parco naturale dei laghi dell'Uckerland con i suoi 895 km² è il terzo parco naturale, per estensione, del Brandeburgo.

## Economia

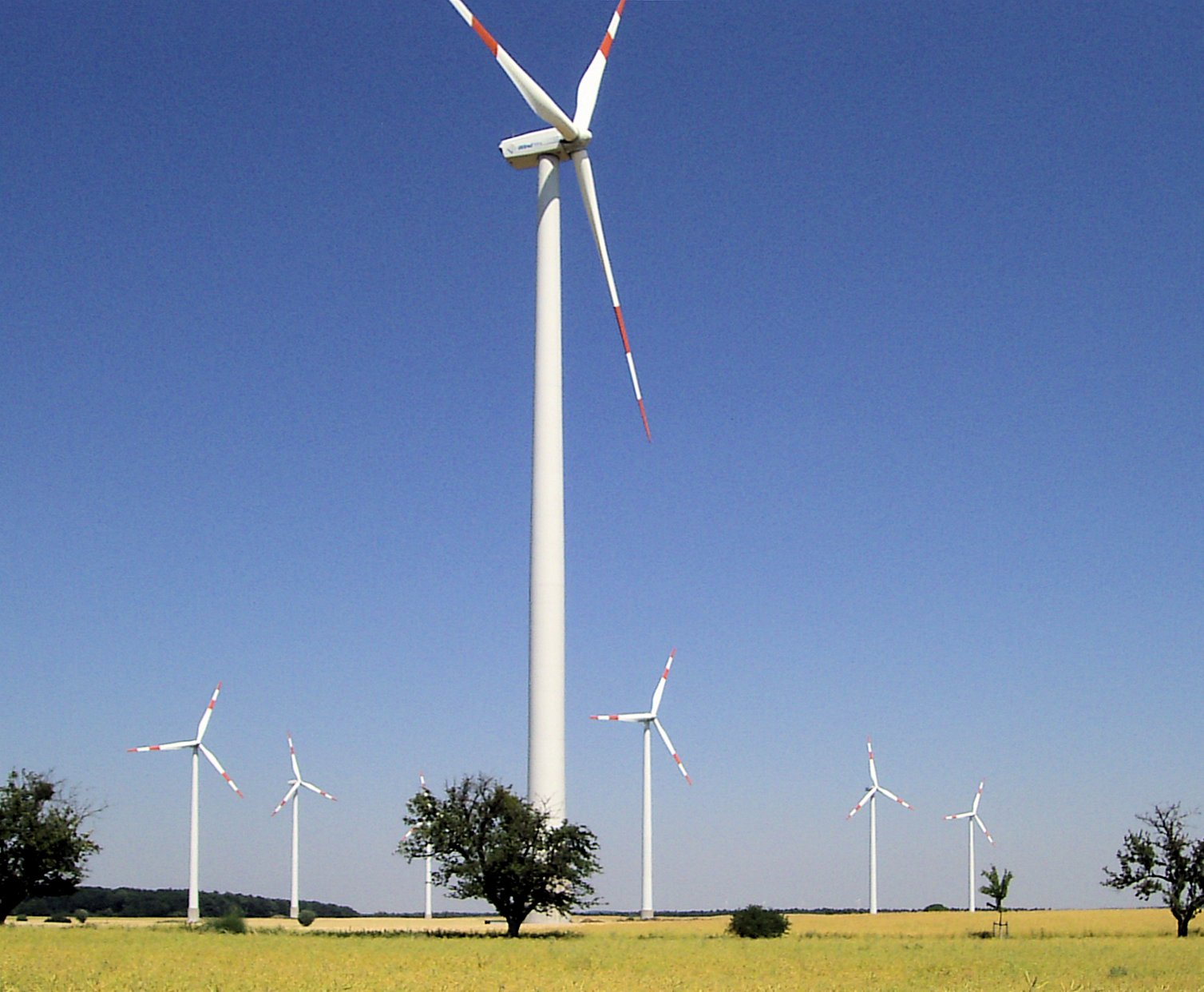
Tipica vista di parte dell'Uckermark: generatori eolici presso Mark Landin.

Fra le attività economiche principali della regione sono da menzionare la raffinazione del petrolio, la fabbricazione della carta, il turismo, la produzione di energia elettrica con generatori eolici e solari e l'industria alimentare. 

## Protezione dell'ambiente
Nell'Uckermark si trovano: nella parte orientale il parco nazionale della bassa valle dell'Oder, in quella meridionale la riserva della biosfera di Schorfheide-Chorin, ad ovest il Parco Naturale dei Laghi dell'Uckermark, che si estende su 897 km² e nel quale vi sono ben 220 laghi.

## Cultura
La fondazione Collegium Wartinum ha lo scopo di restaurare il Castello di Wartin nel comune di Casekow e di farne la sede di un centro per l'arte, la cultura e la scienza.
A Schwedt/Oder si trovano il teatro autogestito di Schwedt ed il comune di Boitzenburg ospita nei mesi di luglio e di agosto le rappresentazioni del Libero Teatro delle Rovine del Convento.